# الغزوات المغولية لسخالين

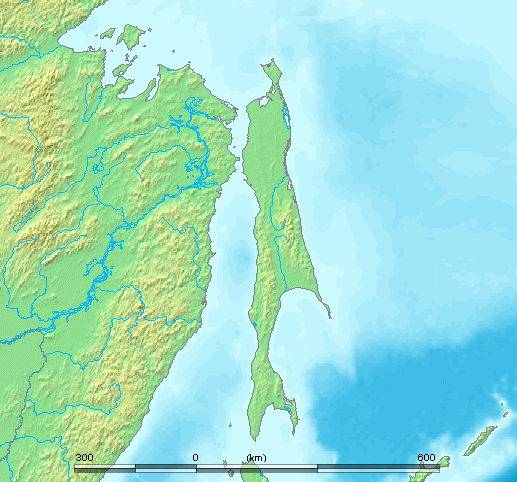
سخالين وما حولها

منذ عام 1264 حتى عام 1308، قامت الإمبراطورية المغولية بعدة توغلات في جزيرة سخالين قبالة الساحل الشرقي لسيبيريا لمساعدة حلفائهم النيفخ ضد الآينو، الذين كانوا يتوسعون شمالًا من هوكايدو. أبدا الأينو مقاومة شديدة، حتى شنوا هجومًا مضادًا على مواقع المغول في القارة عبر مضيق تارتاري في عام 1297، لكنهم استسلموا أخيرًا لأسرة يوان المغولية عام 1308.

## الخلفية

### شعوب سخالين
يُعتقد أن شعب نيفخ هم أحفاد السكان الأصليين الذين سكنوا جزيرة سخالين منذ العصر الحجري الحديث. خلال القرن السادس الميلادي، أدى التقاء حضارة الكورياك من الشمال، وحضارة هيشوي موهي من الغرب، وحضارة سخالين الأصلية في العصر الحجري الحديث إلى ولادة حضارة أوخوتسك، التي اتسمت بصيد الأسماك وصيد الثدييات البحرية وتربية الخنازير وصنع الفخار. توسعت هذه الحضارة بسرعة في القرن السابع الميلادي من سخالين إلى الشمال، حيث استولت على جزر الكوريل ووصلت إلى الطرف الجنوبي لشبه جزيرة كامشاتكا؛ وإلى الجنوب حيث عبرت مضيق لا بيروز، والتقت بحضارة ساتسومون على الشواطئ الشمالية لهوكايدو. يعتقد أن النيفخ، كونهم السكان المهيمنين في سخالين قبل القرن الثاني عشر، هم أصحاب حضارة أوخوتسك، والتي تُعرف في المصادر الصينية باسم جيليمي «吉列 迷»، والتي أصبحت سكانها ينالون الجنسية الروسية بصفتهم الجلياك في العصر الحديث، وأعيدت تسميتهم لاحقًا بالنيفخ في ثلاثينيات القرن العشرين.
نتيجة توسع شعب ياماتو في هونشو شمالًا بداية من القرن السابع الميلادي، اندمج شعب إميشي ببطء بالثقافة اليابانية السائدة أو أبعدوا شمالًا إلى جزيرة هوكايدو. أدى تدفق المهاجرين من هونشو إلى هوكايدو إلى ظهور حضارة ساتسومون في هوكايدو، التي نشرت الزراعة في جميع أنحاء الجزيرة باستثناء ساحل بحر أوخوتسك المواجه لسخالين، الذي بقي تحت تأثير حضارة أوخوتسك. في النهاية، دفع الضغط السكاني والحاجة إلى الأراضي الزراعية الساتسومون – وهم أسلاف شعب الآينو – إلى الحرب مع أوخوتسك بين القرن العاشر إلى الحادي عشر، وقد جعلوا الأوخوتسك يتراجعون إلى سخالين. وتجلت صراعات تلك الفترة ضمن التقاليد الشفوية يوكار للآينو الذين قطنوا شمال هوكايدو، حيث ساد الأبطال «شعب الأرض» (ياونكور - yaunkur) على «أهل البحر» (ريبونكور - repunkur). تابع الآينو غزوًا لجنوب سخالين في القرن الحادي عشر إلى الثاني عشر، تاركين وراءهم تقاليد شفهية تخبرنا كيف هزم الآينو شعب تونشي هناك (من المحتمل أن يكونوا شعب النيفخ)، وجعلوهم يهربون شمالًا بالقوارب. وهكذا استقر الآينو في جنوب سخالين، بينما أبقى النيفخ شمال سخالين والمنطقة المحيطة بمصب نهر آمور ضمن سيطرتهم.

### اهتمام المغول بشمال شرق آسيا
كجزء من غزو المغول لأراضي سلالة جين من شعب جورشن ومملكة شيا الشرقية، استولى المغول على السلطة السياسية في منشوريا عام 1233. وللرد على الغارات التي شنتها شعوب النيفخ وأوديغ، أنشأ المغول مركزًا إداريًا في نورغان (حاليًا تاير في روسيا) عند ملتقى نهري آمور وأمغون عام 1263، وأجبروا الشعبين على الخضوع. كان المغول مدفوعين برؤيتهم للعالم بأن السماء منحتهم الحق في حكم العالم كله، لذا تمردت الشعوب التي لم تهزم بشكل طبيعي ضد المغول الذين كانوا يبررون احتلالاتهم. كان المغول أيضًا بصدد دمج نظام الترفيد الصيني ليخدم أهدافهم السياسية والتجارية الخاصة: استطاع المغول إدارة العلاقات مع الشعوب المحيطة في شمال شرق آسيا مع التأكد من أن السلع من المنطقة ستكون متاحة كترفيد أو سلع تجارية. مثلًا كانت فراء السمور تأتي من أسفل نهر آمور ومن سخالين، وكان يفضلها أبناء الطبقة العليا المغولية الصينية بشكل خاص في ذلك الوقت. ومن منظور النيفخ، فقد أسس استسلامهم للمغول تحالفًا عسكريًا ضد الآينو الذين غزوا أراضيهم.
بالإضافة إلى ذلك، يرى بعض الباحثين اليابانيين أن هناك دافعًا آخر للمغول في ما يتعلق بإخضاعهم لسخالين. ويسمون بعثات سخالين بـ «الغزو المغولي من الشمال» (北からの蒙古襲来)، يربط مؤيدو نظرية الغزو الشمالي هذه الأحداث في سخالين بالغزوات المغولية المعاصرة لليابان في الجنوب، ويفترضون أن المغول كانوا مهتمين بإيجاد طريق شمالي إلى اليابان عبر منشوريا وسخالين. إذ من المفترض أن يبحر المغول جنوبًا من سخالين إلى هوكايدو ويغزو هونشو من هناك. ومع ذلك، لا توجد سجلات أو خرائط تاريخية للفترة التي تكشف عن معرفة جغرافية بأن سخالين كانت في أي مكان بالقرب من اليابان، لذلك فإن أي نية من جانب المغول لاستخدام سخالين كنقطة دخول إلى اليابان تبقى موضع شك.